# Liste Kaiserslauterer Persönlichkeiten
Die folgende Übersicht enthält bedeutende Persönlichkeiten mit Bezug zur Stadt Kaiserslautern, geordnet nach Ehrenbürgern und Personen, die in Kaiserslautern gewirkt haben. Die Liste erhebt keinen Anspruch auf Vollständigkeit. In weiteren Listen sind Personen enthalten, die in Kaiserslautern geboren wurden beziehungsweise für den 1. FC Kaiserslautern gespielt haben sowie Hochschullehrer an der Technischen Universität Kaiserslautern.

## Ehrenbürger
In der Reihenfolge der Verleihung des Ehrenbürgerrechts:
- 1847: Freiherr Carl von Gienanth (1818–1890), Industrieller (Eisenwerke in Trippstadt, Eisenberg, Hochstein und Kaiserslautern)
- 1870: Georg Friedrich Kolb (1808–1884), Journalist, Mitglied des Bayerischen Landtags und des Frankfurter Parlaments; er gab die Ehrenbürgerschaft 1876 wegen Differenzen mit dem Stadtrat zurück
- 1890: Paul von Braun (1820–1892), Regierungspräsident, der unter anderem die Einrichtung des Gewerbemuseums (heute Pfalzgalerie) anregte
- 1902: Gustav Schmitt (1832–1905), Bezirksamtmann und Regierungsrat, der für seine Förderung des Schulwesens, der Landwirtschaft und Industrie sowie als Mitbegründer des Distriktkrankenhauses ausgezeichnet wurde
- 1924: Lina Pfaff (1854–1929), Kommerzienrätin, regte viele Wohlfahrtseinrichtungen an
- 1925: Julius Gravius (1845–1929), Industrieller, stiftete Geld für den Bau der Hussong’schen Ausstellungshalle und für ein Altenheim
- 1933: Josef Bürckel (1895–1944), Gauleiter der Rheinpfalz; politisch bestimmte Auszeichnung ohne besondere Verdienste um die Stadt Kaiserslautern (symbolisch aberkannt im Jahr 2013)[1]
- 1933: Wilhelm Frick (1877–1946), Reichsinnenminister; politisch bestimmte Auszeichnung ohne besondere Verdienste um die Stadt Kaiserslautern (symbolisch aberkannt im Jahr 2013)[1]
- 1933: Paul von Hindenburg (1847–1934), Reichspräsident; politisch bestimmte Auszeichnung ohne besondere Verdienste um die Stadt Kaiserslautern
- 1933: Adolf Hitler (1889–1945), Reichskanzler; politisch bestimmte Auszeichnung ohne besondere Verdienste um die Stadt Kaiserslautern (symbolisch aberkannt im Jahr 2013)[1]
- 1964: Eugen Hertel (1893–1973), Stadtrat und Landtagsabgeordneter, ausgezeichnet für seine Verdienste um den Wiederaufbau der kriegszerstörten Stadt
- 1985: Fritz Walter (1920–2002), Fußballspieler und Kapitän der Weltmeistermannschaft von 1954
- 2015: Norbert Thines (1940–2021), Präsident des 1. FC Kaiserslautern von 1988 bis 1996[2]

## Personen, die in Kaiserslautern gewirkt haben
- Hanns Joachim Armin, Träger des Verdienstordens des Landes Rheinland-Pfalz
- Peter Arnold (* 1952), langjähriger Solohornist am SWR-Rundfunkorchester Kaiserslautern und Professor an der Musikhochschule Mannheim, lebt seit vielen Jahren in Morlautern
- Christian Baron (* 1985), Journalist und Schriftsteller
- Baltfried Barthel (1915–2013), Landtagsabgeordneter, Bürgermeister und Erster Bürgermeister in Kaiserslautern
- Elise Barz, Trägerin des Bundesverdienstkreuzes
- Luitpold Baumblatt (1806–1877), langjähriger Leiter der Handelsschule Kaiserslautern, Fachbuchautor, Heimatschriftsteller
- Annemarie Becker, Trägerin des Bundesverdienstkreuzes
- Theodor Bente, Architekt
- Klaas Bergmann, Träger des Verdienstordens des Landes Rheinland-Pfalz
- Adolf Bernd, Bildhauer
- Ferdinand Beyschlag, Architekt
- Eugen Bindewald (1846–1922), Stadtplaner (1875–1913), stellte 1887 den Erweiterungsplan der Stadt Kaiserslautern auf
- Otto Bradfisch (1903–1994), Volkswirt, Jurist sowie SS-Obersturmbannführer; arbeitete in der Nachkriegszeit als Versicherungsangestellter in Kaiserslautern
- Erwin Brünisholz (1908–1943), Maler
- Britta E. Buhlmann (* 1956), Direktorin des Museums Pfalzgalerie Kaiserslautern
- Paul Bunjes (* 1994), Politiker (Bündnis 90/Die Grünen), Mitglied des Stadtrats von Kaiserslautern
- Carl Caire, Bildhauer
- Bernhard J. Deubig (1948–2018), Richter und Politiker (CDU). Er war von 1999 bis 2007 Oberbürgermeister von Kaiserslautern
- Diana Dietrich / Diana Renate Dietrich, Trägerin des Bundesverdienstkreuzes
- Thomas Dörfler (* 1966), Bühnenbildner, Ausstattungsleiter am Pfalztheater Kaiserslautern
- Lothar Dombrowski (1930–2001), Journalist, Moderator und Sänger, ab 1960 vor Ort lyrischer Bariton
- Horst Eckel (1932–2021), Fußballspieler, Fußballweltmeister 1954
- Wilfried-Jürgen Ehrlich, Träger des Bundesverdienstkreuzes
- Daniel Engelbarts (* 1973), Unternehmer und „SAT.1-Spar-Detektiv“
- Hansgeorg Fiebiger, Architekt
- Wilhelm Franke (1893–1959), Beigeordneter und Bürgermeister in Kaiserslautern 1946–58
- Helmut Freitag (* 1960), Kirchenmusikdirektor
- Caspar Augustin Geiger (1847–1924), Professor an der Kunstgewerbeschule
- Anita Graf, Trägerin des Verdienstordens des Landes Rheinland-Pfalz
- Markus Groß (* 1962), Professor an der FH Kaiserslautern
- Friedrich Gundermann, Träger des Verdienstordens des Landes Rheinland-Pfalz
- Urs Häberli (* 1961), Intendant am Pfalztheater Kaiserslautern
- Hans-Erich Halberstadt, lyrischer Tenor, Moderator und Hörbuchsprecher
- Friedrich Wilhelm Hebel (1875–1931), Lehrer, Schulrat, Pfälzer Sagenforscher und Volkskundler, lebte ab 1897 bis zu seinem Tod in der Stadt
- Bernd Karl Heinrich, Träger des Bundesverdienstkreuzes
- Willi Hemmer, Architekt
- Sabine Hirler (* 1961), Doktorandin an der TU Kaiserslautern
- Tim Hoffmann (* 1986), Mitglied der Musikgruppe Laserkraft 3D
- Karl Georg Leonhard Hollensteiner (1810–1871), evangelischer Pfarrer und Dekan in Kaiserslautern; Buchautor
- Hermann Hussong (1881–1960), Architekt und Stadtplaner
- Julius Huth, Architekt
- Michael Jäger (* 1966), Schauspieler
- Wolfgang Jung (1938–2024), deutscher Friedensaktivist
- Johann Heinrich Jung-Stilling (1740–1817), Professor an der Hohen Kameral-Schule
- Norbert Kaiser, Träger des Bundesverdienstkreuzes
- Ulrich Kaltenbach, Träger des Verdienstordens des Landes Rheinland-Pfalz
- Franz Karcher (1867–1915), Bankier und Industrieller
- Otto Kern (1950–2017), Designer und Unternehmer
- Paul Klostermann, Architekt
- Klaus Knopper (* 1968), Professor an der FH Kaiserslautern
- Peter Liggesmeyer (* 1963), Leiter des Fraunhofer-Institut Experimentelles Software Engineering
- Karl Löchter, Träger des Bundesverdienstkreuzes
- Klaus Artur Ludwig, Träger des Bundesverdienstkreuzes
- Franciscus de Lutra († 1326), Franziskaner
- Albert Maas (1888–1936), deutscher Sportmediziner
- Karl Maas (1885–1955), deutscher Fußballpionier, Amtsrichter sowie Opfer des Nationalsozialismus
- Wilhelm Major (1890–1931), Leichtathlet bei FV Kaiserslautern
- Guido Mayer, Träger des Bundesverdienstkreuzes
- Joseph Sales Miltenberger (1777–1854), Dompropst und Generalvikar der Diözese Speyer; 1815–21 hier kath. Stadtpfarrer, Dekan und Distriktsschulinspektor
- Ludwig Müller (* vor 1910–1955), Volkswirt und Fußballfunktionär
- Paul Münch (1879–1951), deutscher Mundartdichter
- Jürgen Nehmer, Träger des Verdienstordens des Landes Rheinland-Pfalz
- Manfred Neitzel, Träger des Verdienstordens des Landes Rheinland-Pfalz
- Friedrich Oehlenschläger, Träger des Bundesverdienstkreuzes
- Kai Paschen, Träger des Bundesverdienstkreuzes
- Arno Platzbecker (1894–1956), Maler
- Alfriedt Pohl, Träger des Verdienstordens des Landes Rheinland-Pfalz
- Carl Reiling, Träger des Bundesverdienstkreuzes
- Johannes Reitmeier (* 1962), Intendant am Pfalztheater Kaiserslautern
- Karl Ritter, Architekt
- Georg Rittersbacher, Träger des Bundesverdienstkreuzes
- Dieter Rombach, Gründungsdirektor des Fraunhofer IESE, Träger des Verdienstordens des Landes Rheinland-Pfalz und des Bundesverdienstkreuzes
- Joseph Rottler, Architekt
- Erwin Saile, Träger des Verdienstordens des Landes Rheinland-Pfalz
- Uwe Sandner (* 1962), Dirigent, GMD am Pfalztheater Kaiserslautern
- Franz Xaver Schädler (1852–1913), 1875–1879 Kaplan in Kaiserslautern
- Helmut Schmitt, Träger des Bundesverdienstkreuzes
- Jean Schoen (1825–1887), Leiter der Kammgarnspinnerei Kaiserslautern
- Herbert Schoner (1939–1971), Polizist, Opfer der RAF
- Elisabeth Bertha „Els“ Schröder (1899–1996), Turnerin, Dozentin für Sport an der Lehrerinnenbildungsanstalt in Kaiserslautern
- Marion Schulz-Reese, Trägerin des Verdienstordens des Landes Rheinland-Pfalz
- Ludwig Sebastian, Träger des Bundesverdienstkreuzes
- Fritz Seeberger (1890–1962), Architekt
- Hans Seeberger (1864–1928), Architekt
- Karl Seeberger, Architekt
- Walter Seybold-Epting, Träger des Bundesverdienstkreuzes
- Michael Seyl (* 1963), Maler, Lichtkünstler
- Emmerich Smola (1922–2011), deutscher Dirigent
- Heinrich Steiner (1911–2009), Maler
- Lieselotte Steingötter (1910–2008), Sportlehrerin und Frauenturnwartin
- Klaus Steinmetz (* 1959), V-Mann des rheinland-pfälzischen Landesverfassungsschutz
- Jeremias Thiel (* 2001), Autor, Aktivist für Kinderrechte und gegen Kinderarmut
- Thomas Walter (* 1966), Professor an der FH Kaiserslautern
- Walfried Jakob Weber (* 1943), Träger des Bundesverdienstkreuzes
- Wilhelm Weber (1918–1999), Direktor der Pfalzgalerie Kaiserslautern
- Siegfried Wendt (* 1940), Informatiker
- Adalbert Wietek (1876–1933), Architekt
- Wolfram Wittrock, Träger des Verdienstordens des Landes Rheinland-Pfalz
- Zedd (* 1989), Musiker, Komponist, Musikproduzent, Remixer und Grammy-Gewinner
- Paul Zimnol (1921–1999), Orgelbauer
- Theodor Zink (1871–1934), Lehrer, Sammler und Heimatforscher